# Vena bulbului penisului
Vena bulbului penisului este tributară a venei pudendale interne.